# Ludwig von Fischer
Ludwig von Fischer (Bremgarten bei Bern, ged. 21 november 1805 - Schloss Reichenbach, 3 juli 1884) was een Zwitsers politicus.
Ludwig von Fischer was afkomstig uit een patriciërsfamilie. Hij studeerde rechten in Genève. Na zijn studie vestigde hij zich als grootgrondbezitter in Reichenbach en was hij werkzaam als advocaat en procureur.
Ludwig von Fischer was van 1837 tot 1846 voor de Gereformeerde Conservatieve Partij lid van de Grote Raad van Bern. In 1846 was hij lid van de grondwetgevende vergadering. Van 1848 tot 1851 was hij lid van de Nationale Raad (tweede kamer Bondsvergadering). Zijn populariteit onder de bevolking droeg bij aan de verkiezingsoverwinning van de conservatieven in 1850. Van 1850 tot 1855 was hij lid van de Regeringsraad van het kanton Bern. Van 1 juni 1851 tot 31 mei 1852 en van 1 juni 1853 tot 31 mei 1854 was hij voorzitter van de Regeringsraad (dat wil zeggen regeringsleider) van het kanton Bern. In 1855 trad hij af omdat hij er niet in geslaagd was armoedevraagstuk op te lossen.
Ludwig von Fischer was van 1858 tot 1862 opnieuw lid van de Grote Raad van het kanton Bern.
Von Fischer was een van de weinige patriciërs die contacten onderhield met het volk. Dit droeg mede bij aan zijn populariteit. Samen met Eduard Blösch was hij leider van de Gereformeerde Conservatieve Partij.
Ludwig von Fischer overleed op 78-jarige leeftijd, op 3 juli 1884 op kasteel Reichenbach.

## Voetnoten
1. ↑  Ook: Ludwig Fischer

- Gemeinsame Normdatei: 1052238386
- Historisch woordenboek van Zwitserland: 004489
- Zwitserse Bondsvergadering: 3519
- Virtual International Authority File: 309582454
- WorldCat: E39PBJhX7DKQVFMHPr4RFTGbVC